# Asplenium dimorphum
Asplenium dimorphum är en svartbräkenväxtart som beskrevs av Kze. Asplenium dimorphum ingår i släktet Asplenium och familjen Aspleniaceae. Inga underarter finns listade.

## Bildgalleri

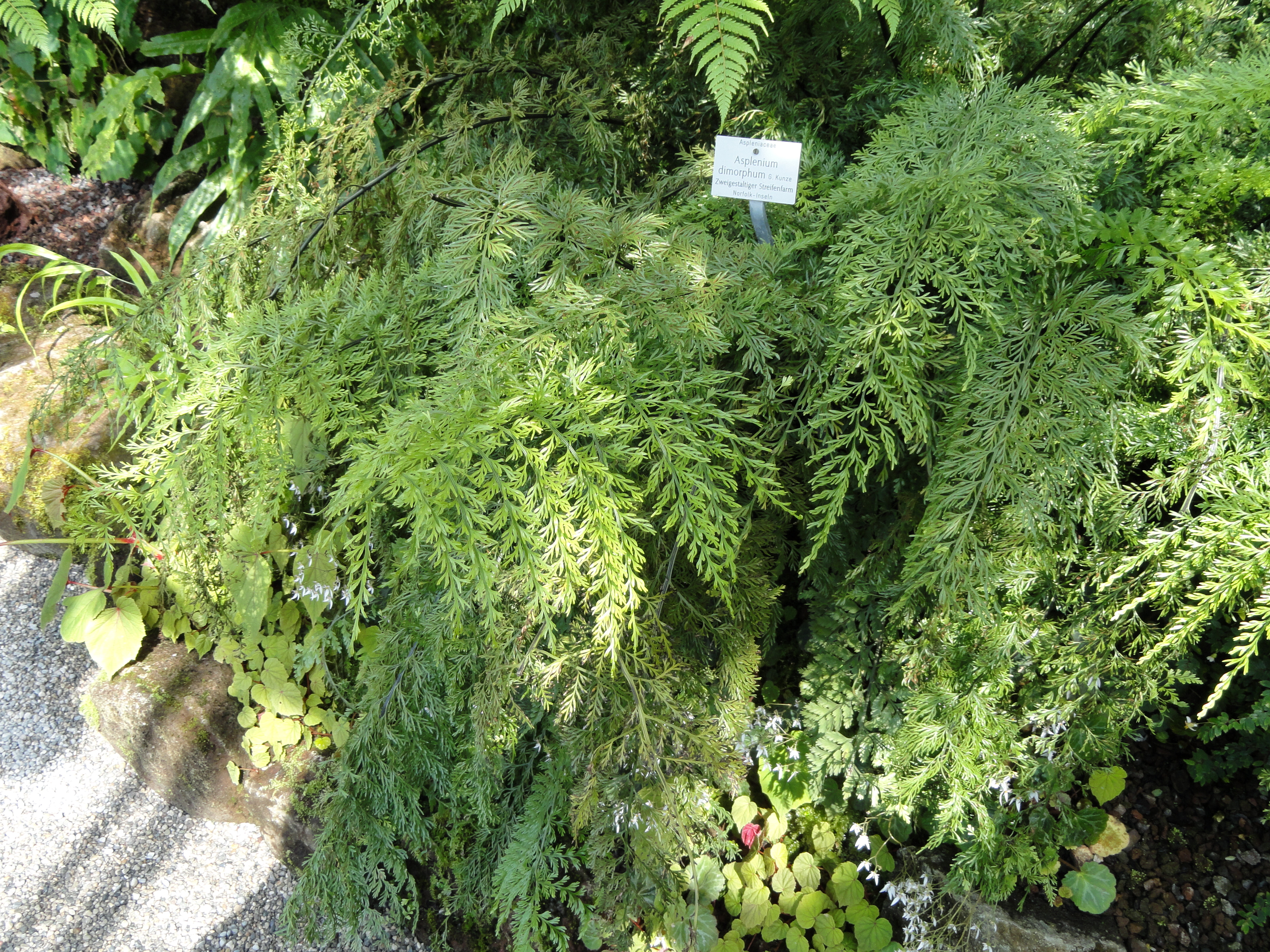
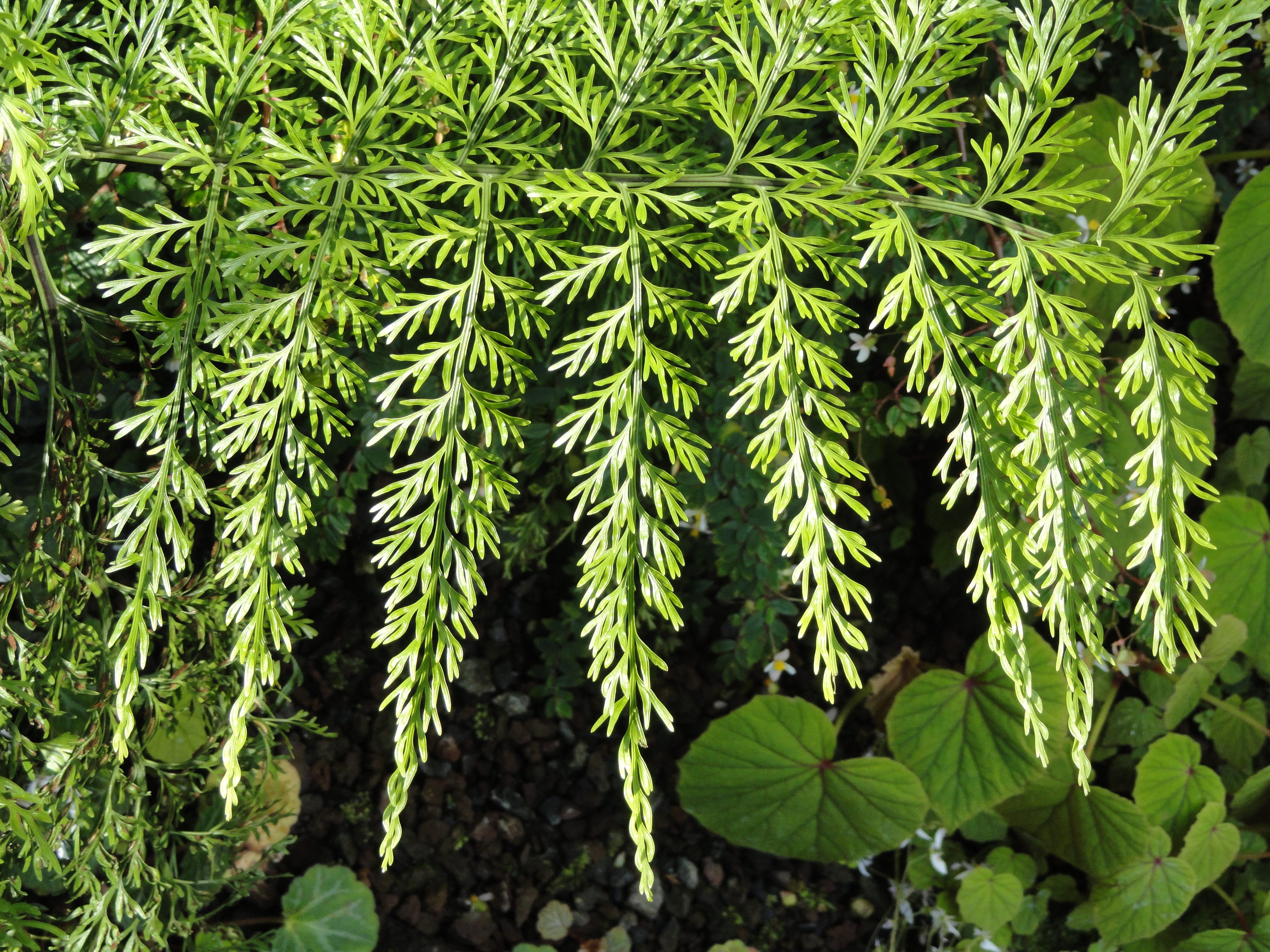